# IC 2757
IC 2757 је спирална галаксија у сазвјежђу Лав која се налази на листи објеката дубоког неба у Индекс каталогу.
Деклинација објекта је + 8° 23' 38" а ректасцензија 11h 22m 2,1s. Привидна величина (магнитуда) објекта IC 2757 износи 13,9 а фотографска магнитуда 14,8. IC 2757 је још познат и под ознакама CGCG 67-62, PGC 34858.